# 1r Festival Internacional de Cinema de Moscou
El 1r Festival Internacional de Cinema de Moscou es va celebrar entre el 3 i el 17 d'agost de 1959. El Gran Premi fou atorgat a la pel·lícula soviètica Sudba txeloveka dirigida per Serguei Bondartxuk.

## Jurat
- Sergei Geràssimov (URSS, President)
- Antonin Brousil (Txecoslovàquia)
- Emma Väänänen (Finlàndia)
- Thorold Dickinson (Gran Bretanya)
- Christian-Jaque (França)
- Kálmán Nádasdy (Hongria)
- Hans Rodenberg (Alemanya Oriental)
- Bimal Roy (Índia)
- Henri Storck (Bèlgica)
- Jerzy Toeplitz (Polònia)
- Kiyohiko Ushihara (Japó)
- Zhang Junxiang (Xina)
- Serguei Iutkevitx (URSS)

## Pel·lícules en competició
Les següents pel·lícules foren seleccionades per la competició:
| Títol original                       | Director(s)                     | País de producció    |
| ------------------------------------ | ------------------------------- | -------------------- |
| Útek ze stínu                        | Jiří Sequens                    | Txecoslovàquia       |
| Tegnap                               | Márton Keleti                   | Hongria              |
| Liman tashrouk al chams              | Joseph Fahdi                    | Líban                |
| The Diary of Anne Frank              | George Stevens                  | Estats Units         |
| India: Matri Bhumi                   | Roberto Rossellini              | Itàlia, França       |
| Punainen viiva                       | Matti Kassila                   | Finlàndia            |
| Das haut einen Seemann doch nicht um | Arthur Maria Rabenalt           | RFA, Dinamarca       |
| Jalsaghar                            | Satyajit Ray                    | Índia                |
| Wir Wunderkinder                     | Kurt Hoffmann                   | RFA                  |
| Mingea                               | Andrei Blaier, Sinisa Ivetici   | Romania              |
| Chung một dòng sông                  | Nguyễn Hồng Nghi, Phạm Hiếu Dân | Vietnam del Nord     |
| Hubb lel-abad حب للأبد               | Youssef Chahine                 | Egipte               |
| The Day Shall Dawn                   | A. J. Kardar                    | Pakistan, Regne Unit |
| Hambre nuestra de cada día           | Rogelio A. González             | Mèxic                |
| Itsuka kita michi                    | Koji Shima                      | Japó                 |
| Die unvollkommene Ehe                | Robert A. Stemmle               | Àustria              |
| New Story of the Old Soldier         | Shen Fu                         | R.P. de la Xina      |
| Cara de Fogo                         | Galileu Garcia                  | Brasil               |
| Orzel                                | Leonard Buczkowski              | Polònia              |
| Das Lied der Matrosen                | Kurt Maetzig, Günter Reisch     | RDA                  |
| Sommarnöje sökes                     | Hasse Ekman                     | Suècia               |
| Ardyn elch                           | Dejidiin Jigjid                 | Mongòlia             |
| La sentence                          | Jean Valère                     | França               |
| Said effendi سعيد أفندي              | Kameran Husni                   | Iraq                 |
| Chunhyangdyun                        | Yun Ryon Gyu                    | Corea del Nord       |
| Kroz granje nebo                     | Stole Janković                  | Iugoslàvia           |
| A Cry from the Streets               | Lewis Gilbert                   | Regne Unit           |
| Sudba txeloveka                      | Serguei Bondartxuk              | Unió Soviètica       |
| Tana                                 | Kristaq Dhamo                   | Albània              |
| Fanfare                              | Bert Haanstra                   | Països Baixos        |

## Premis
- Gran Premi: Sudba txeloveka de Serguei Bondartxuk
- Medalles d'Or:
  - Wir Wunderkinder de Kurt Hoffmann
  - The Day Shall Dawn de A. J. Kardar
  - Útek ze stínu de Jiří Sequens
- Medalles de plata:
  - Actors: Wieńczysław Gliński, Bronisław Pawlik i Aleksander Sewruk per Orzel
  - Actrius: Pureviin Tsevelsuren per Ardyn elch
  - Director de fotografia: Un Thak per Chunhyangdyun
  - Compositor: Ustad Vilayat Khan per Jalsaghar
  - Director: Lewis Gilbert per A Cry from the Streets
- Diplomes:
  - Koji Shima per Itsuka kita michi
  - Jean Valère per La sentence